# 金马大桥
金马大桥是中国广东省的一座高速公路桥梁，位于佛山市三水区西南街道与肇庆市高要区金利镇交界处，是 广昆高速广昆高速公路横江至马安段（即广肇高速公路）跨越西江干流的一座特大型桥梁，全长1,912.6米，双向六车道。由大连理工大学土木建筑设计研究院设计，重庆桥梁工程总公司南方分公司施工，于1995年5月开工建设，1999年2月25日合龙，同年完工，计划投资3.2亿元人民币，实际投资1.89亿元人民币，于2002年8月31日正式通车。2024年6月，新金马大桥进入主体施工阶段。

## 招标
1994年，肇庆粤肇公路有限公司委托广东省虎门技术咨询有限公司负责金马大桥工程的招标工作。咨询公司在中国国内首次采用“设计+施工联合体”的方式在全国范围进行公开招标，共有19家设计单位提交了设计方案。最终，大连理工大学土木建筑设计研究院与重庆桥梁工程总公司组成的联合体中标，该方案主桥采用“独塔混凝土斜拉桥与双侧T型刚构协作体系”的设计，可减少深水桥墩的数量，有利于通航泄洪，并大幅度降低施工难度和建设成本。
最初设计的跨径布置为60+290+290+60米，斜拉桥与刚构的连接处设置剪力铰，主梁采用箱梁，造价为1.6亿元。在此基础上，施工单位要求将主梁箱形截面改为边主梁形式，由悬臂拼装改为悬臂浇筑；咨询公司则建议将连接处的剪力铰改为连续截面，为此将刚构原箱形截面墩改为双薄壁柔性墩；同时，航道部门将航道中心线向肇庆侧移动了10米，所以该桥主墩也相应向肇庆侧移动了7米，跨径布置变为60+283+283+60米，再加上引桥加长250米、主塔加高、钢筋用量增加等因素，该桥的最终实际造价为1.89亿元。

## 设计
大桥全长1,912.6米，桥跨布置为40×25+25.8米（引桥）+60+2×283+60米（主桥）+25.8+7×25米（引桥），其中引桥为预应力混凝土连续梁桥；主桥长686米，由2×223米斜拉桥主梁与两侧各一个2×60米T型刚构主梁刚接，形成2×283米的斜拉+刚构协作体系主跨与两个60米的刚构副跨。桥塔采用H型直立门式塔柱，塔高132.35米，其中桥面以上高103.5米，上、中塔柱为8×3米箱形截面，下塔柱（主墩）为5×8米~5×10.4米线性变化截面。
大桥斜拉索采用双索面密索扇形布置，每个索面28对拉索，由上海浦江缆索股份有限公司制造。主梁标准断面由两侧的实体边主梁和间距4米的横隔梁组成梁格体系，桥面总宽28.6米，梁上索距为8米。两侧刚构采用双箱单室截面，箱梁根部梁高8米，端部梁高2米。主墩采用双薄壁柔性墩，基础采用24根变截面嵌岩桩。
2002年12月，中华人民共和国教育部组织的专家委员会鉴定认为，金马大桥所采用的“大型混凝土斜拉桥与Ｔ型刚构协作体系桥梁”设计技术达到了世界领先水平。该桥设计获得中华人民共和国教育部优秀设计一等奖、中华人民共和国建设部优秀设计一等奖。

### 主要技术指标
- 公路等级：双向六车道高速公路；
- 设计行车速度：120公里/小时；
- 最大纵坡：2.85%；
- 平曲线半径：3,250米；
- 设计荷载标准：汽－超20，挂－120；
- 设计洪水位：12.04米；
- 设计流量：53,900立方米/秒；
- 通航净空：主航道180米（宽）×22米（高）、副航道160米（宽）×18米（高）；
- 船撞力：中墩12,000千牛、边墩1,100千牛。